# Жарко Трифуновић
Жарко Трифуновић (Крагујевац, 20. септембра 1989) српски је фудбалски голман који тренутно наступа за Раднички из Свилајнца.

## Трофеји и награде
Раднички Крагујевац
- Српска лига Запад: 2009/10.[9]

Смедерево
- Српска лига Запад: 2018/19.[10]